# The Liberator (journal)
Pour les articles homonymes, voir The Liberator (homonymie).
The Liberator est un hebdomadaire américain de Boston créé par William Lloyd Garrison fondateur de l’American Anti-Slavery Society qui a paru du 1er janvier 1831 au 29 décembre 1865 dont la ligne éditoriale prônait l'abolition immédiate de l'esclavage et l'action non-violente. Bien que tirant à 3 000 exemplaires seulement, ce fut le journal le plus influent dans les milieux abolitionnistes américains. Il s'arrêtera de paraître huit mois après la fin de la Guerre de Sécession.

## Histoire

### Le compromis de la Constitution des États-Unis et l'esclavage
À partir du XVIIIe siècle sous l'influence des quakers, des mouvements antiesclavagistes naissent en Pennsylvanie et dans certains états du Nord, mouvements qui questionnent le droit d'une personne à en posséder une autre en tant qu'esclave. Sous l'impulsion d'Antoine Bénézet et de John Woolman des actions contre l’esclavage se créent, c'est ainsi qu'apparaît la première société antiesclavagiste américaine, la Pennsylvania Abolition Society à Philadelphie le 14 avril 1775,. Benjamin Franklin et Benjamin Rush les rejoignent pour demander l'abolition de l'esclavage. Cette première société fait des émules dans tous les états du Massachusetts jusqu'en Virginie, comme la New York Manumission Society fondée en 1785,. En 1783, le Maryland interdit la vente et l'importation des esclaves. Malgré le poids de Benjamin Franklin devenu président de la Pennsylvania Abolition Society et celui de toutes autres sociétés abolitionnistes qui ont présenté un mémoire au Congrès pour l'abolition de l'esclavage et la reconnaissance de la citoyenneté des Afro-Américains. Mais sous la pression des riches propriétaires de plantations de la Caroline du Sud et de la Géorgie, afin d'éviter un éclatement entre les États du Sud et ceux du Nord, un compromis est établi par l'alinéa 1 de la section 9 de l'article premier de la Constitution des États-Unis. Il y est écrit : « L'immigration ou l'importation de telles personnes que l'un quelconque des États actuellement existants jugera convenable d'admettre ne pourra être prohibée par le Congrès avant l'année 1808, mais un impôt ou un droit n'excédant pas 10 dollars par tête pourra être levé sur cette importation ». Cette disposition ambiguë autorise, sans reconnaître l'esclavage, l'importation d'esclaves, et donc de façon implicite le droit d'en posséder. Les deux textes fondateurs des États-Unis, la Déclaration d'indépendance de 1776 et la Constitution des États-Unis de 1787, étant équivoques, ils ne permettent ni aux esclavagistes ni aux abolitionnistes de s'y appuyer, laissant la porte ouverte aux débats. Ainsi commence la longue histoire de la lutte des abolitionnistes.

### La situation des Afro-Américains au lendemain de l'Indépendance
Selon le recensement de 1790, il y a 753 430 Afro-Américains, dont 59 166 sont libres pour une population de 3 140 207 Blancs, le nombre des esclaves représente 18 % de la population totale,. La grande majorité des esclaves, 89% vivent dans les états du Sud (Géorgie, Caroline du Nord, Caroline du Sud, Virginie) là où se concentrent les plus forts besoins main d'œuvre liés aux grandes plantations, alors que la population d'esclaves diminue fortement dans les états du Nord, voire disparaît complètement dans le Vermont et le Massachusetts. Une fois que l'indépendance fut acquise, les différents états établirent des Codes de l'esclavage (Slave Codes) afin de pouvoir maîtriser et contrôler les esclaves et optimiser leurs travaux. Ainsi un esclave ne pouvait ni ester en justice ni témoigner dans un procès sauf contre un autre esclave ou un affranchi, ne pouvaient pas signer de contrats, ne pouvaient généralement rien posséder en propre ; dans certains états comme celui du Mississippi il leur était interdit de jouer d'un instrument de musique ou d'apprendre à lire et écrire. L'instruction des esclaves était la plupart du temps le fait de leurs propriétaires, de rares écoles seront accessibles aux esclaves vers les années 1840, au contingentement limité et avec bien entendu une autorisation de leurs propriétaires qu'ils doivent toujours avoir sur eux. Seuls les Afro-Américains libres des états anti-esclavagistes peuvent s'instruire dans des écoles la plupart du temps ségréguées. Les relations des esclaves aux Blancs étaient réduites au strict minimum, lors de leur temps de repos aucune assemblée ne pouvait se tenir sans la présence d'un Blanc, la moindre incartade était sanctionnée par le fouet et la peine de mort à la moindre rébellion, leur liberté d'aller et venir était contrôlée par une police des esclaves. Dans certains états, l'arbitraire des propriétaires était régulé par des tribunaux dédiés aux crimes et délits commis par les esclaves, tribunaux où dans le meilleur des cas les jurés étaient tous blancs et dans le pire des cas étaient aux mains des propriétaires d'esclaves, les peines étaient le plus souvent le fouet, afin d'éviter un temps de prison pendant lequel l'esclave ne travaillerait point, la peine de mort visait des crimes bien précis vol à main armée, viol, rébellion, cela encore pour préserver la main d'œuvre.

### Une étape, la fin de la traite négrière
La constitution ayant mis une date butoir pour l'importation des esclaves à savoir l'année 1808, les sociétés abolitionnistes et les Afro-Américains libres vont régulièrement faire du lobbying pour abolir l’esclavage en même temps que l'arrêt de la traite négrière. Une première étape est franchie en décembre 1805 quand le sénateur du Vermont, Stephen R. Bradley présente un projet de loi visant à abolir la traite négrière à partir du 1er janvier 1808, mais après une seconde lecture, le projet est ajourné, en février 1806, le représentant du Massachusetts, Barnabas Bidwell fait une proposition de loi allant dans le même sens, mais qui reste lettre morte. Finalement c'est le président Thomas Jefferson qui lors de son discours du 2 décembre 1806, reprend le projet de loi, et le 2 mars 1807 est promulgué l'Act Prohibiting Importation of Slaves qui interdit la traite négrière à partir du 1er janvier 1808, loi assortie de sanctions financières pour quiconque braverait l'interdit (amendes allant de 800 $ à 20 000$). Malgré cela, des planteurs, des armateurs, et des marchands d'esclaves ont continué à maintenir un marché souterrain de la vente d'esclaves. Mais si l'importation d'esclaves est devenue illégale, en revanche les transactions d'achats et de ventes des esclaves sont maintenues à l'intérieur des États-Unis,,. Au total ce sont environ 348 000 Africains qui auront été importés par la traite négrière aux États-Unis jusqu'en 1810, chiffre auquel il faut rapporter une traite clandestine de 51 000 autres Africains entre 1810 et 1870 soit un total d'environ 400 000 personnes. Ne sont comptées que les personnes arrivées à bon port, ne figure pas le nombre de morts liés aux conditions de transports.

### Le contexte général de la parution du magazineThe Liberator

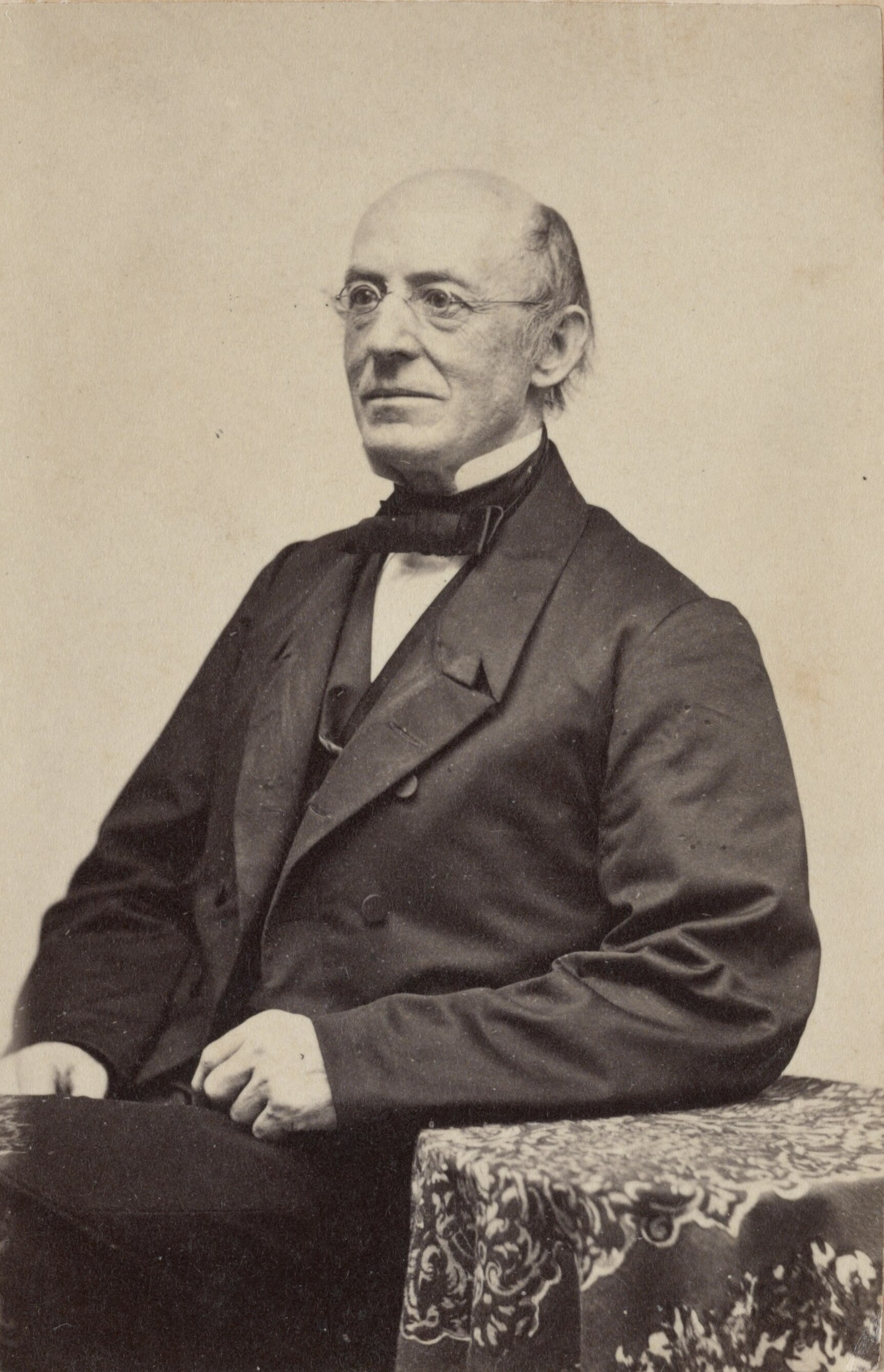
William Lloyd Garrison

journal The Liberator

Les idées antiesclavagistes héritées du siècle précédent reprennent vigueur, divers intellectuels, pasteurs, journalistes, élus, Blancs comme Afro-Américains reprennent le combat à partir de 1815. Plusieurs livres et journaux dénoncent l'esclavage pratiqué par le Sud. L'Afro-Américain de Boston, David Walker (abolitionniste), publie en 1829 un vibrant pamphlet appelant les esclaves à se battre pour leur liberté, document qui aura un impact pour l'émancipation des Afro-Américains jusqu'aux mouvements des droits civiques du XXe siècle,,. C'est dans ce contexte de reprise du combat antiesclavagiste que le Blanc William Lloyd Garrison, fondateur de l'American Anti-Slavery Society en 1833, va créer The Liberator, il y publie plusieurs articles contre l'esclavage et prône l'action non-violente,. À la même époque, un autre membre de l'American Anti-Slavery Society, Theodore Dwight Weld, publie en 1837 The Bible Against Slavery, suivi en 1839 par Slavery As It Is, ouvrages qui seront régulièrement réédités jusqu'à nos jours,,. Ces divers auteurs avec bien d'autres réclamant l'émancipation des Afro-Américains ont deux arguments majeurs, le premier consiste à démontrer que l'esclavage est contraire aux principes du christianisme, de la civilisation, des fondements de la nation américaine et le second que l'esclavage du Sud est un foyer de guerre civile, d'émeutes, une menace à la paix civile. Les militants réclamant l'émancipation et le droit à la citoyenneté de plein droit des Afro-Américains se regroupent au sein de l’American Anti-Slavery Society qui de 1835 à 1840 passe de 400 à 2 000 sections et qui compte 200 000 adhérents,. Ils engagent des débats s'adressant aussi bien aux Blancs qu'aux Afro-Américains, déclenchent des conférences dans les universités, parmi celles-ci l'Oberlin College et l'Université Case Western Reserve vont devenir des foyers de diffusion des idées antiesclavagistes et émancipatrices. Les plus radicaux d'entre eux contestent la Constitution américaine et différentes lois qui font obstruction au droit des Afro-Américains à obtenir l'égalité des droits civiques et vont fonder le Parti de la liberté (Liberty Party),. Ce nouveau parti, fondé en 1840 critique ouvertement la Constitution américaine et c'est le premier parti politique qui présente un candidat, James G. Birney, à une élection présidentielle, celles l'élection présidentielle de 1840 puis celle de l'élection présidentielle de 1844, pour réclamer l'égalité des droits civiques pour les Afro-Américains. Le parti ne recueille que 60 000 voix aux élections de 1844, ce qui conduit au constat qu'on ne peut se contenter d'une plate-forme politique ne proposant que la fin de l'esclavagisme, leçon dont tiendront compte les Républicains pour l'avenir.     

### The Liberator et son influence
Le Liberator dans la reprise des idées abolitionnistes va devenir le support principal d'expression des anti-esclavagistes réclamant l'arrêt immédiat de l'esclavage. L'influence de ses articles est tel que les propriétaires du Sud vont prendre des mesures pour que leurs esclaves ne puissent ni lire les articles du Liberator, ni en entendre parler.

### Essais
- (en-US) William E. Cain (éditeur), William Lloyd Garrison and the Fight Against Slavery: Selections from The Liberator, Bedford Books of St. Martin's Press, 15 novembre 1994, rééd. 1995, 228 p. (ISBN 9780312103866, lire en ligne),
- (en-US) Henry Mayer, All on Fire: William Lloyd Garrison and the Abolition of Slavery, St. Martin's Press, 22 février 1998, rééd. février 2000, 776 p. (ISBN 9780312253677, lire en ligne),
- (en-US) Stephen Currie, The Liberator: Voice of the Abolitionist Movement, Lucent Books, avril 2000, 104 p. (ISBN 9781560066729, lire en ligne). ,
- (en-US) John Hope Franklin & Alfred A. Moss, From Slavery to Freedom: A History of African Americans, Knopf, 11 avril 2000, 742 p. (ISBN 9780375406713, lire en ligne). ,
- (en-US) Nick Fauchald, William Lloyd Garrison: Abolitionist and Journalist, Compass Point Books, 1er janvier 2005, 116 p. (ISBN 9780756508197, lire en ligne),
- (en-US) William David Thomas, William Lloyd Garrison: A Radical Voice Against Slavery, Crabtree Publishing Company, 1er août 2009, rééd. 2010, 72 p. (ISBN 9780778748410, lire en ligne),
- (en-US) Amos Esty, The Liberator: The Story of William Lloyd Garrison, Morgan Reynolds Publishing, 30 juin 2010, 150 p. (ISBN 9781599351377, lire en ligne). ,

### Articles
- (en-US) Benjamin Quarles, « The Breach between Douglass and Garrison », The Journal of Negro History, Vol. 23, No. 2,‎ avril 1938, p. 144-154 (11 pages) (lire en ligne). ,
- (en-US) Donald M. Jacobs, « William Lloyd Garrison's Liberator and Boston's Blacks, 1830-1865 », The New England Quarterly, Vol. 44, No. 2,‎ juin 1971, p. 259-277 (19 pages) (lire en ligne). ,
- (en-US) William L. van Deburg, « William Lloyd Garrison and the "Pro-Slavery Priesthood": The Changing Beliefs of An Evangelical Reformer, 1830-1840 », Journal of the American Academy of Religion, Vol. 43, No. 2,‎ juin 1975, p. 224-237 (14 pages) (lire en ligne),
- (en-US) Patrick T. J. Browne, « To Defend Mr. Garrison": William Cooper Nell and the Personal Politics of Antislavery », The New England Quarterly, Vol. 70, No. 3,‎ septembre 1997, p. 415-442 (29 pages) (lire en ligne),
- (en-US) Marie Lindhorst, « Politics in a Box: Sarah Mapps Douglass and the Female Literary Association, 1831-1833 », Pennsylvania History: A Journal of Mid-Atlantic Studies , Vol. 65, No. 3,‎ été 1998, p. 263-278 (17 pages) (lire en ligne),
- (en-US) Ronald Osborn, « William Lloyd Garrison and the United States Constitution: The Political Evolution of an American Radical », Journal of Law and Religion, Vol. 24, No. 1,‎ 2008-2009, p. 65-88 (24 pages) (lire en ligne),